# Насадка Вюрца

Насадка Вюрца

Наса́дка Вю́рца — элемент конструкции для дистилляционной перегонки жидкостей (в том числе под вакуумом) и синтеза химических веществ. Соединительный элемент между колбой-источником и холодильником (например, холодильником Либиха) — прямого типа.

## Применение
Нижний притёртый шлиф насадки (шлиф-керн) входит в шлиф-муфту колбы-источника. Керн отвода со шлифом входит в муфту холодильника. Муфта насадки используется для установки термометра, установки капельной воронки для загрузки в колбу-источник жидких реагентов, а также для загрузки сыпучих реагентов при синтезе и дистилляционной перегонке веществ.
Размеры насадок определяются ГОСТ 25336-82.

## Похожие приборы
- Насадка Клайзена — вариант насадки Вюрца с двумя верхними муфтами.
- Форштосс — вариант насадки Вюрца с двумя или тремя верхними муфтами, но без керна для подключения холодильника.